# Zbójcy (dramat)
Zbójcy (niem. Die Räuber) – dramat Friedricha Schillera, wydany w roku 1781. Jeden z najwcześniejszych utworów Schillera, pisany w okresie zaostrzonego reżimu studiów w akademii wojskowej. Inspiracją dramatu było opowiadanie Christiana Friedricha Daniela Schubarta, jednego z czołowych reprezentantów okresu pokolenia burzy i naporu - Zur Geschichte des menschlichen Herzens (Przyczynek do historii serca ludzkiego, 1775). Utwór pierwotnie miał nosić tytuł Syn marnotrawny.

## Fabuła
Karol za sprawą lekkomyślności, ale także intryg swego brata Franciszka, zostaje wydziedziczony przez ojca. Pozbawiony oparcia obejmuje przywództwo bandy grasującej w Lesie Czeskim. Tymczasem jego brat podstępem próbuje zyskać względy Amalii, narzeczonej Karola, a ojca omdlałego na wiadomość o rzekomej śmierci Karola zamyka w leśnej wieży. Karol, choć ścigany, nadal pozostaje nieuchwytny, ale stęskniony za Amalią postanawia powrócić w ojczyste strony. W zamku pojawia się przebrany. Rządy sprawuje tutaj już Franciszek, który każe otruć brata, ale stary sługa wyjawia Karolowi prawdę. "Zbójca", straciwszy nadzieję na połączenie się z Amalią, opuszcza zamek. W lesie trafia na wieżę, w której nadal przebywa uwięziony ojciec. Karol uwalnia ojca i wydaje rozkaz pochwycenia Franciszka, który popełnia samobójstwo. Stary hrabia na wieść, że syn jest przywódcą bandy, umiera, Amalia zaś nie chce się z Karolem rozstać. Zbójcy jednak żądają, aby wywiązał się z przysięgi i nie opuszczał ich. Karol, znalazłszy się w sytuacji bez wyjścia, zabija Amalię (która sama tego chce), a sam postanawia stawić się przed sądem. Marzenie o zaprowadzeniu nowego, sprawiedliwego ładu na własny rachunek rozwiewa się. 

## Wymowa utworu
Dramat Schillera został usytuowany w Niemczech w połowie XVIII w. i nawiązuje do znanego wówczas zjawiska "sprawiedliwych rozbójników", broniących pokrzywdzonych przed bezprawiem możnych. Wskutek nacisków dyrekcji teatru w Mannheim akcja została przeniesiona w czasy cesarza Maksymiliana (po śmierci Schillera przywrócono pierwotny tekst). "Zbójcy" to utwór wymierzony przeciw tyranii absolutyzmu książąt niemieckich, w którym pojawia się propozycja alternatywna mieszczańskiej republiki i jej ideologa, Karola Moora:
Co? Ja miałbym sznurówką ściskać swoje ciało, swoją wolę kłaść w praw pieszczoty? Prawo w ślimaczy chód przeistacza, co by może lot orła miało. Prawo jeszcze wielkiego nie wydało człowieka - wolność tylko olbrzymów! (...) Niech mię postawią na czele takich jak ja, a z Niemiec zrobię rzeczpospolitą, wobec której Rzym i Sparta byłyby tylko mniszek klasztorami.
Młodzieńczy utwór Schillera, choć nie pozbawiony egzaltacji i niekonsekwencji, odegrał ważną rolę jako dzieło krystalizujące opór przeciw zastałym strukturom społecznym, uniemożliwiającym rozwój.

## Recepcja w Polsce
Premiera polska odbyła się w Warszawie (1803); dramat tłumaczyli m.in. Jan Nepomucen Kamiński, Michał Budzyński (jego tłumaczenie zawiera wiele błędów i potknięć filologicznych), Feliks Konopka (zachowanie wierności i oddanie stylu i języka oryginału).